# Pagaronia
Pagaronia — рід цикадок із ряду клопів.

## Опис
Цикадки довжиною близько 7—9 мм. Стрункі, зелені (у колекціях жовтіючі), з чорними плямами на тімені. Тім'я широко закруглено на передньому краї. Для СРСР вказувалися 2 види.

## Систематика
У складі роду:
- Pagaronia aurantica Metc. — Південні Курильські острови та Японія